# 7694 Krasetín
7694 Krasetín este un asteroid din centura principală de asteroizi.

## Descriere
7694 Krasetín este un asteroid din centura principală de asteroizi. A fost descoperit pe 29 septembrie 1983 la Observatorul Kleť de Antonín Mrkos. Asteroidul prezintă o orbită caracterizată de o semiaxă mare de 3,04 ua, o excentricitate de 0,15 și o înclinație de 10,4° în raport cu ecliptica.